# Berit Pettersson
Berit Pettersson, född 7 mars 1950 i Surahammar, död 1 maj 2014 i Västerås, var en svensk målare och tecknare.

## Biografi
Berit Pettersson studerade konst vid olika skolor från början av 1970-talet. Hon läste bland annat konstvetenskap vid Stockholms Universitet 1974-1975. Mellan 1976 och 1981 studerade hon vid Hovedskous målarskola i Göteborg och debuterade på Unga tecknare på Nationalmuseum 1981.
Pettersson första period som konstnär präglades av ett doftande sinnligt måleri. Detta övergavs senare för ett stramt genomarbetat bildspråk, förankrat i vetenskaplig forskning på skilda områden som spänner över mänsklighetens dåtid och framtid, labyrinter och kvantfysik.
1982 flyttade hon till Västerås, där hon verkade fram till sin död.
Hon var fram till sin död gift med Mårten Enberg, Tillsammans har de en dotter, född 1983.
Berit Pettersson har utfört ett offentligt verk på Furulunds vårdcentral/sjukhem, Partille, 1986-1987
Hon finns representerad på:
- Västerås konstmuseum
- Västmanlands läns landsting
- Stockholms läns landsting
- Statens konstråd
- Skol-Social-Fastighetsrotlarna, Stockholm
- LRF:s kulturråd, Stockholm
- SAK, Sveriges Allmänna Konstförening

## Utställningar

### Separatutställningar
- Galleri Sassi, Stockholm, 1989
- Galleri Axlund, Stockholm, 1991
- KAZ Galleri, Västerås, 2012[3]
- Västerås konstmuseum, 2017[4]

### Samlingsutställningar i urval[2]
- Unga tecknare, Nationalmuseum, 1981 (debut)
- Liljevalchs Vårsalong, 1983
- Ung konst från 24 län, LRF:s Kulturråd, Stockholm, 1993
- Nyfiken på konst i Västmanland, Västerås konstmuseum, 2003